# François Coulon de Villiers
Pour les articles homonymes, voir Villiers.
François Coulon de Villiers, né en 1712 à Verchères, en Nouvelle-France, et mort le 22 mai 1794, est un officier militaire français.

## Historique
François Coulon de Villiers est né dans une famille de militaires. Il était le fils de Nicolas-Antoine Coulon de Villiers et d’Angélique Jarret de Verchères. François avait une sœur Marie qui épousa un  important traiteur, et deux frères qui font, tout comme lui, une carrière militaire :
- Joseph Coulon de Villiers fut également un officier de l'armée qui fut exécuté par George Washington lors de la bataille de Jumonville Glen et fut le fait marquant du début de la guerre de Sept Ans entre la France et l'Angleterre.
- Louis Coulon de Villiers fut un officier français de marine qui battit George Washington à la bataille de Fort Necessity.
- Sa sœur Marie épousa Alexandre Dagneau Douville.

En 1744, il est le premier commandant du Fort Cavagnial situé en Louisiane française.
Il participe à la bataille de Fort Duquesne et est fait prisonnier lors de la bataille de Fort Niagara.
Après le Traité de Paris de 1763, François Coulon de Villiers continue d'exercer de hautes fonctions militaires[Lesquelles ?] sous la domination espagnole de la Louisiane française. Il commande la tribu amérindienne des Natchitoches et est alcade (en esp. alcalde) du cabildo espagnol de la Nouvelle-Orléans.